# Курбское княжество
Ку́рбское княжество — удельное русское княжество, существовавшее с 1425 года до 2-й половины XV века. Столица — село Курба. Территория княжества располагалась по реке Курбице.
Один из последних уделов, выделившихся из состава Ярославского княжества в XV веке, доставшийся в управление сыновьям ярославского великого князя Ивана Большого Васильевича. О его сыновьях Якове-Воине и Семёне известно, что первый владел Курбой, а второй имел прозвище «Курбский». Видимо, после смерти в 1455 году бездетного Якова-Воина удел перешел к Семену Ивановичу, который и стал родоначальником князей Курбских.
Вероятно, Семен был фактически и последним правителем этого удела, так как его сын Федор был в 1483 году воеводой уральского похода; его брат Дмитрий был уже безудельным князем, а внук Михаил служил воеводой у московских князей.